# Oxoanion
Az oxoanionok AxOz−y általános képlettel leírható összetett anionok, ahol A valamely kémiai elem, O pedig oxigénatom. Az elemek nagy többsége képez oxoanion(oka)t. Az egyszerű oxoanionok képletét az oktettszabály határozza meg. A kondenzációs reakcióval keletkező oxoanionok szerkezete leírható éleken vagy csúcsokon érintkező AOn poliéder egységekkel. Az adenozin-monofoszfát (AMP), adenozin-difoszfát (ADP) és adenozin-trifoszfát (ATP) foszfát- és polifoszfát-észterek nagy biológiai jelentőséggel rendelkeznek.

## Monomer oxoanionok
A monomer oxoanionok AOm−n képletét az A elem oxidációs állapota és a periódusos rendszerben elfoglalt helye határozza meg. A második periódus elemeinek maximális koordinációs száma 4, azonban egyikük sem képez ilyen koordinációs számmal oxoaniont, ehelyett a központi atom és az oxigénatomok között pi-kötéses, síkháromszöges (trigonális planáris) szerkezet valósul meg, mint a karbonátion (CO2−3) és a nitrátion (NO−3) esetén. A π-kötést a központi atom és az oxigénatom hasonló mérete teszi kedvezővé.
A harmadik periódus elemei a csoportszámuknak megfelelő oxidációs állapotban tetraéderes szerkezetűek. Az SiO4 szerkezet megtalálható az [Mg,Fe]SiO4 olivin ásványokban, de az anion önmagában nem fordul elő, mivel az oxigénatomokat szilárd fázisban tetraéderesen kationok veszik körbe. A foszfátion (PO3−4), szulfátion (SO2−4) és perklorátion (ClO−4) számos sóban megtalálható. Számos alacsonyabb oxidációs állapotú központi atomot tartalmazó oxoanion megfelel az oktettszabálynak, ami alapján képletük megindokolható. Például a klór(V) két vegyértékelektronnal rendelkezik, így az oxidionokkal való kötésben három elektronpárt tud fogadni. Az iont töltése tehát +5 −3·2 = −1, a képlet tehát ClO−3. Az ion szerkezete a vegyértékelektronpár-taszítási elmélet szerint piramis alakú, három kötő és egy nemkötő elektronpárral. Hasonlóan a klór(III) oxoanionjának képlete ClO−2, szerkezete V alakú, két kötő és két nemkötő elektronpárral.
| Oxidációs állapot | Név           | Képlet | Kép |
| ----------------- | ------------- | ------ | --- |
| +1                | hipoklorition | ClO−   |     |
| +3                | klorition     | ClO−2  |     |
| +5                | klorátion     | ClO−3  |     |
| +7                | perklorátion  | ClO−4  |     |

A negyedik periódustól kezdve lehetővé válik a 6-os koordináció, de különálló oktaéderes oxoanionok nem ismeretesek, mivel túlságosan nagy töltést kellene hordozniuk. A molibdén(VI) ezért nem képez MoO6−6-ot, hanem csak tetraéderes MoO2−4 molibdát aniont. MoO6 egységek a kondenzált molibdátokban találhatók. Oktaéderes szerkezetű, teljesen protonált oxoanionok léteznek, ilyen például az Sn(OH)2−6 és az Sb(OH)−6. Az ortoperjodát ugyanakkor csak részlegesen protonálható, a H3IO2−6 ⇌ H2IO3−6 + H+ egyensúlyra pKa=11,60.

### Elnevezésük
A monomer oxoanionok elnevezése néhány egyszerű szabályt követ.
Ha a központi atom nem a VII. csoportba tartozik
| A központi atom oxidációs száma | Nevezéktan | Példák |
| ------------------------------- | ---------- | --- |
| = csoportszám                   | *-át       | borát (BO3−3), karbonát (CO2−3), nitrát (NO−3), foszfát (PO3−4), szulfát (SO2−4), kromát (CrO2−4), arzenát (AsO3−4) |
| = csoportszám − 2               | *-it       | nitrit (NO−2), foszfit (PO3−3), szulfit (SO2−3), arzenit (AsO3−3)                                                   |
| = csoportszám − 4               | hipo-*-it  | hipofoszfit (PO3−2), hiposzulfit (SO2−2)                                                                            |

Ha a központi atom a VII. csoportba tartozik
| A központi atom oxidációs száma | Nevezéktan | Példák                                                                     |
| ------------------------------- | ---------- | -------------------------------------------------------------------------- |
| = csoportszám                   | per-*-át   | perklorát (ClO−4), perbromát (BrO−4), perjodát (IO−4), permanganát (MnO−4) |
| = csoportszám − 2               | *-át       | klorát (ClO−3), bromát (BrO−3), jodát (IO−3)                               |
| = csoportszám − 4               | *-it       | klorit (ClO−2), bromit (BrO−2)                                             |
| = csoportszám − 6               | hipo-*-it  | hipoklorit (ClO−), hipobromit (BrO−)                                       |

## Kondenzációs reakciók

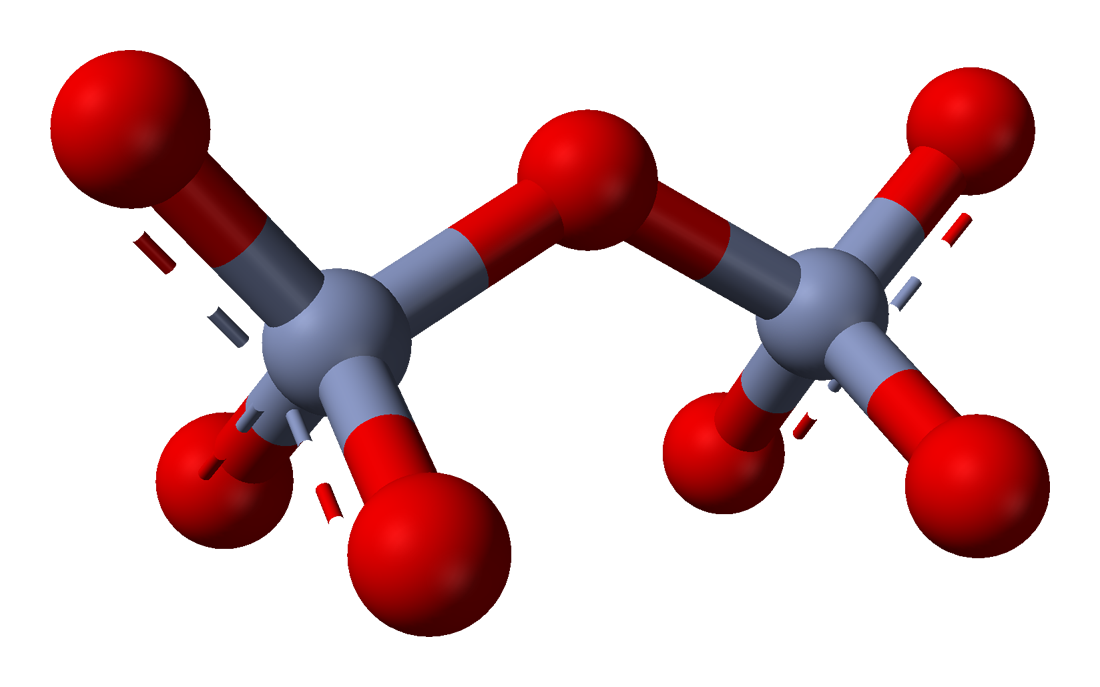
A dikromátion – két tetraéder érintkezik egy közös csúcsban

Vizes oldatokban a nagy töltéssel rendelkező oxoanionok kondenzációs reakcióban vehetnek részt, ilyen például a Cr2O2−7 dikromátion keletkezése:
2 CrO2−4 + 2 H+ ⇌ Cr2O2−7 + H2O
A reakció hajtóereje az anion töltéssűrűségének és a H+ ion mennyiségének csökkenése. Az oldat rendezettségének mértéke csökken, ami adott mennyiségű entrópia keletkezésével jár, ami a szabadentalpiát még negatívabbá teszi, így a felső nyíl irányába lejátszódó reakció válik kedvezőbbé. Ez olyan sav–bázis reakcióra példa, ahol a monomer oxoanion a bázis, és a kondenzált oxoanion a konjugált sav. A fordított irányú reakció a hidrolízis, melynek során egy bázisként szereplő vízmolekula disszociál. További kondenzációs reakció is végbemehet, különösen nagyobb töltésű anionok esetén – ilyenek például az adenozin-foszfátok.
|     |     |     |
| AMP | ADP | ATP |

Az ATP ADP-vé történő átalakulása is hidrolízis, ez az élőlények fontos energiaforrása.
A szilikátásványok többségének keletkezése felfogható úgy, mint a szilícium-dioxid és egy bázikus oxid reakciója – ez Lux–Flood-szerinti sav–bázis reakció.
CaO (bázis) + SiO2 (sav) → CaSiO3

## A polioxoanionok szerkezete és képlete

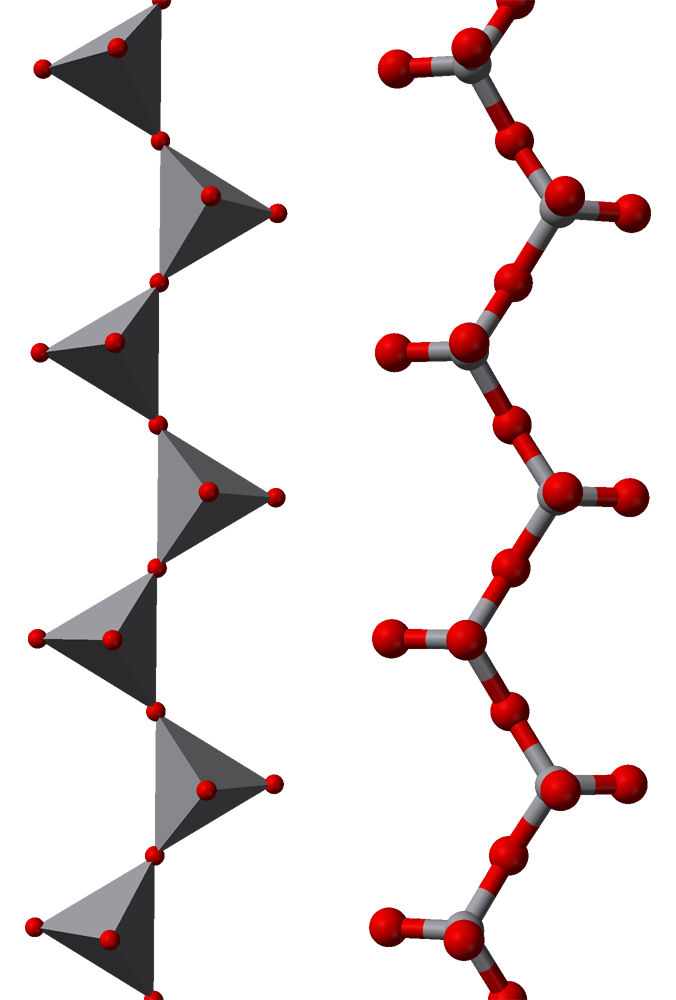
Metavanadát láncok az ammónium-metavanadátban

A polioxoanion olyan polimer oxoanion, mely több, jellemzően MOn poliédernek tekintett oxoanion monomernek a közös csúcson vagy élen keresztül történő összekapcsolódásával jön létre. Ha egy poliéder két csúcsa is közös, akkor lánc vagy gyűrűs szerkezet alakul ki. Rövid láncok találhatók például a polifoszfátokban. A láncszilikátokat, például a piroxént két közös csúccsal rendelkező SiO4 tetraéderek hosszú lánca alkotja. Ugyanez a szerkezet fordul elő a metavanadátokban, például az ammónium-metavanadátban (NH4VO3).
Az SiO2−3 oxoanion képlete az alábbi módon származtatható: minden egyes névleges szilíciumion (Si4+) két névleges oxidionhoz (O2−) kapcsolódik, és másik kettőn félig osztozik. A sztöchiometria és a töltés tehát az alábbiak szerint kapható meg:
Sztöchiometria: Si + 2 O +2 · ½ O = SiO3
Töltés: +4 + (2 · − 2) + (2 · (½ · −2)) = −2.
A gyűrű olyan láncnak tekinthető, melynek a két vége összekapcsolódik. Erre példa a P3O3−9 gyűrűs trifoszfát.
Három közös csúcs esetén a szerkezet kétdimenzióssá válik. Az amfibolokban (ezek közé tartozik például az azbeszt) két lánc úgy kapcsolódik össze, hogy a lánc mentén váltakozva egy közös hármas csúcson osztoznak. Ennek eredménye a [Si4O11]6− képlet és a lineáris láncszerkezet, ami megmagyarázza ezen ásványok szálas természetét. Ha mind a három csúcs közös, akkor lapszerű szerkezet jön létre, mint a csillámpalában ([Si2O5]2−), amelyben minden szilíciumhoz egy oxigén kapcsolódik és három másikon osztozik. A kristályos csillámpala nagyon vékony rétegekre hasítható.
Ha a tetraéder mind a négy csúcsa közös, akkor 3 dimenziós szerkezet alakul ki, ilyen például a kvarc. Az alumínium-szilikátok olyan ásványok, amelyekben a szilícium egy részét alumínium helyettesíti. Az alumínium oxidációs száma azonban a szilíciuménál eggyel kisebb, ezért a helyettesítéshez további kation is szükséges. Az ilyen szerkezetek lehetséges kombinációinak száma hatalmas, részben ez is az oka annak, hogy ilyen sok alumínium-szilikát létezik.

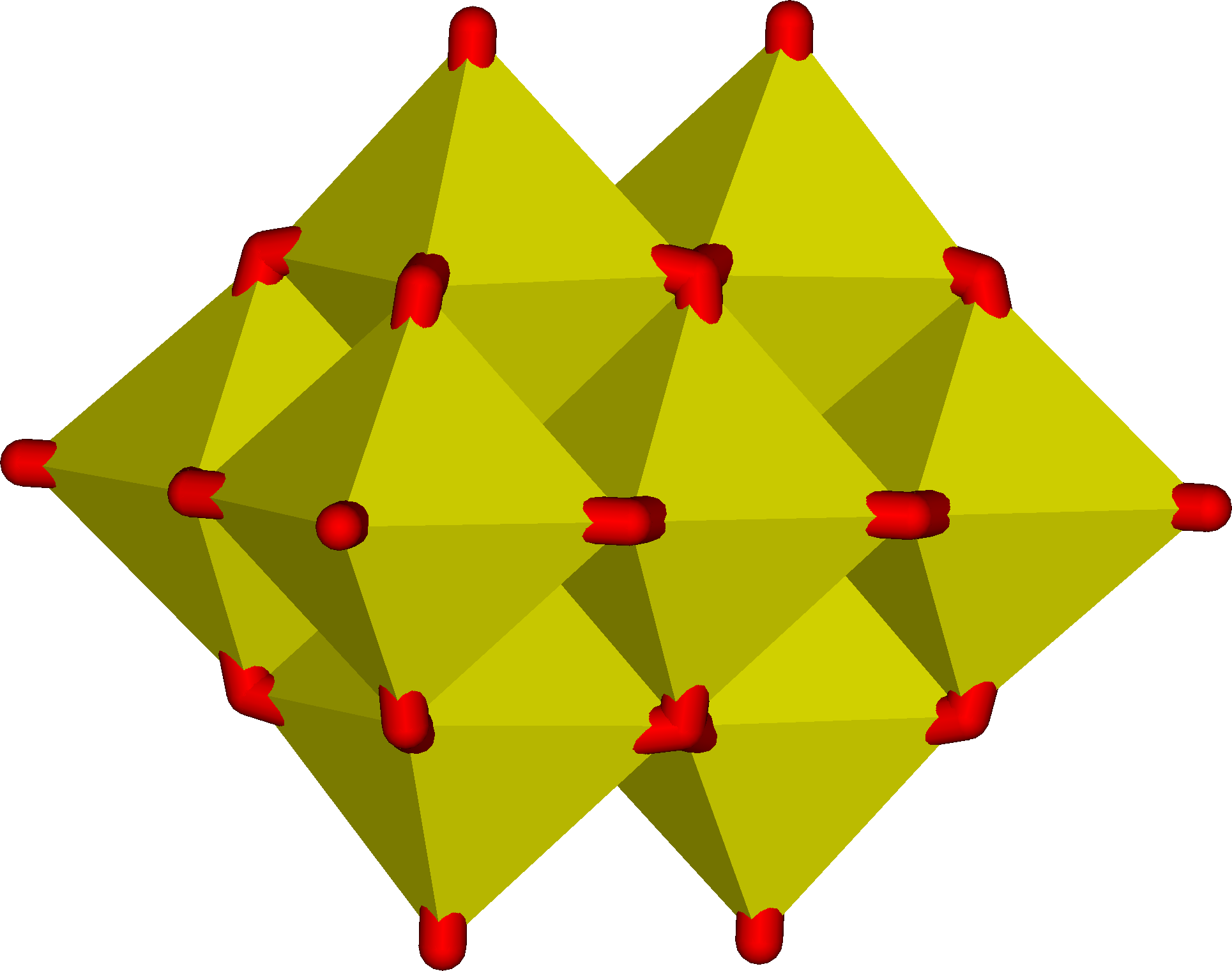
A dekavanadátion (V_{10}O_{28}^{4−})

Az oktaéderes MO6 egységes gyakoriak a nehezebb átmenetifémek esetén. Néhány vegyület, például a Mo2O2−7 láncpolimerion sói tetraéderes és oktaéderes egységeket is tartalmaznak. A közös élek gyakoriak az oktaéderes szerkezeti egységeket tartalmazó ionoknál, és ilyenkor az oktaéderek többnyire torzulnak, hogy a híd oxigénatomoknál fellépő feszülés csökkenjen. Ennek eredményeként 3 dimenziós szerkezetek, úgynevezett polioxometallátok keletkeznek. Tipikus példa a foszfomolibdátion. A közös él hatékonyan csökkenti az elektromos töltéssűrűséget, ami az alábbi, két oktaéderes egység közötti elméleti kondenzációs reakció is mutat:
2 MOn−6 + 4 H+ → M2O(n−4)−10 + 2 H2O
Ebben az esetben minden egyes M atom töltése 2-vel csökken. A közös él hatását az alábbi, a molibdát lúgos oldatának savanyításakor végbemenő reakció mutatja:
7 MoO2−4 + 8 H+ ⇌ Mo7O6−24 + 4 H2O
A tetraéderes molibdátion olyan klaszterré alakul, melyben 7 oktaéder egy-egy éle közös, így az egyes molibdének átlagos töltése 6/7. A heptamolibdát klaszter annyira stabil, hogy 2–6 molibdát egységből álló klasztert nem találtak, pedig köztitermékként ezeknek is keletkezniük kell.[forrás?]

## Sav–bázis tulajdonságok
Az oxoanionok többsége gyenge bázis, melyek protonálódva savakat vagy savanyú sókat képeznek. A foszfátion például sorozatos protonálással foszforsavvá alakítható.
PO3−4 + 3 H+ ⇌ HPO2−4 + 2 H+ ⇌ H2PO−4 + H+ ⇌ H3PO4

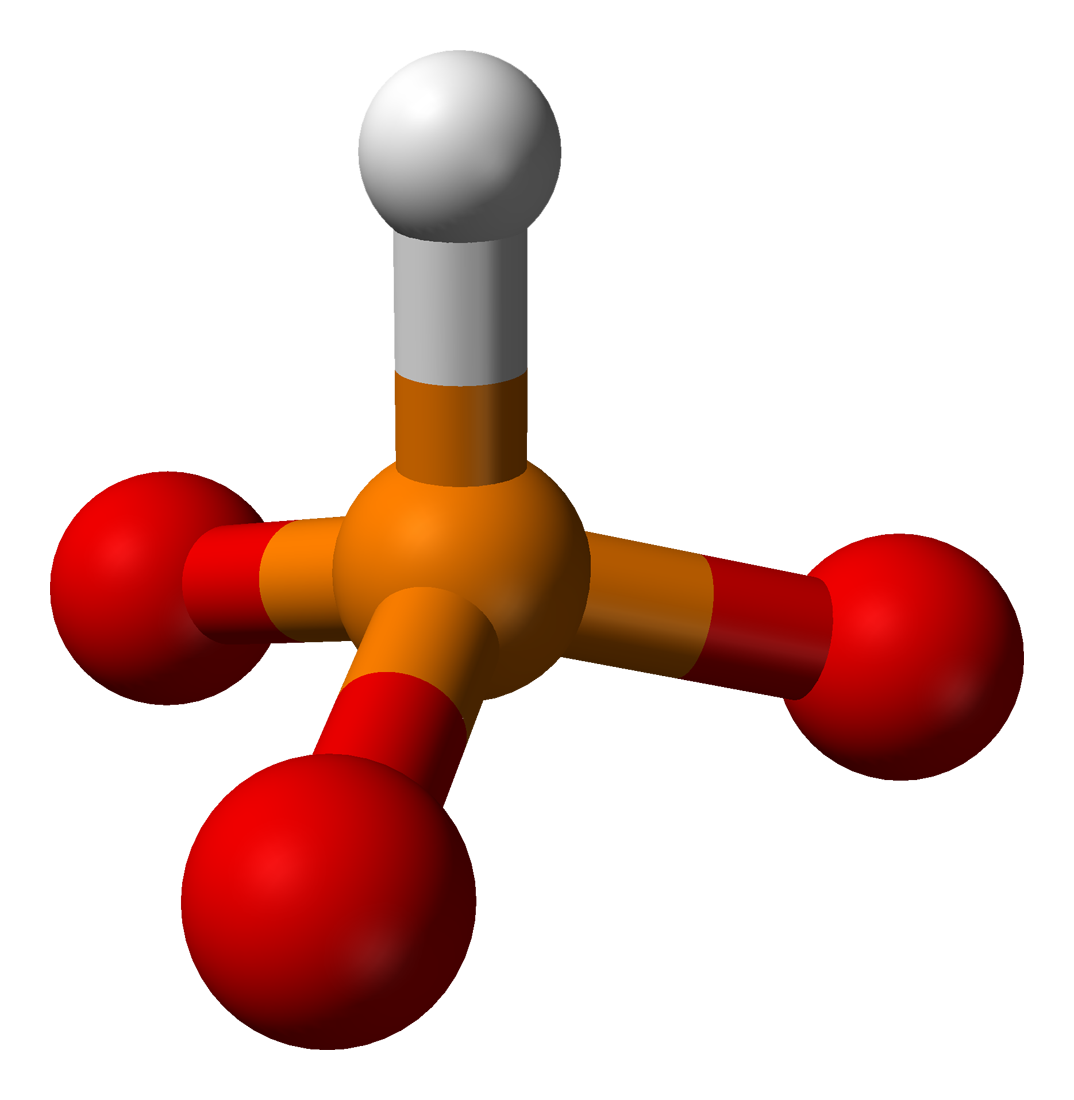
A HPO_{3}^{2−} (foszfition) szerkezete

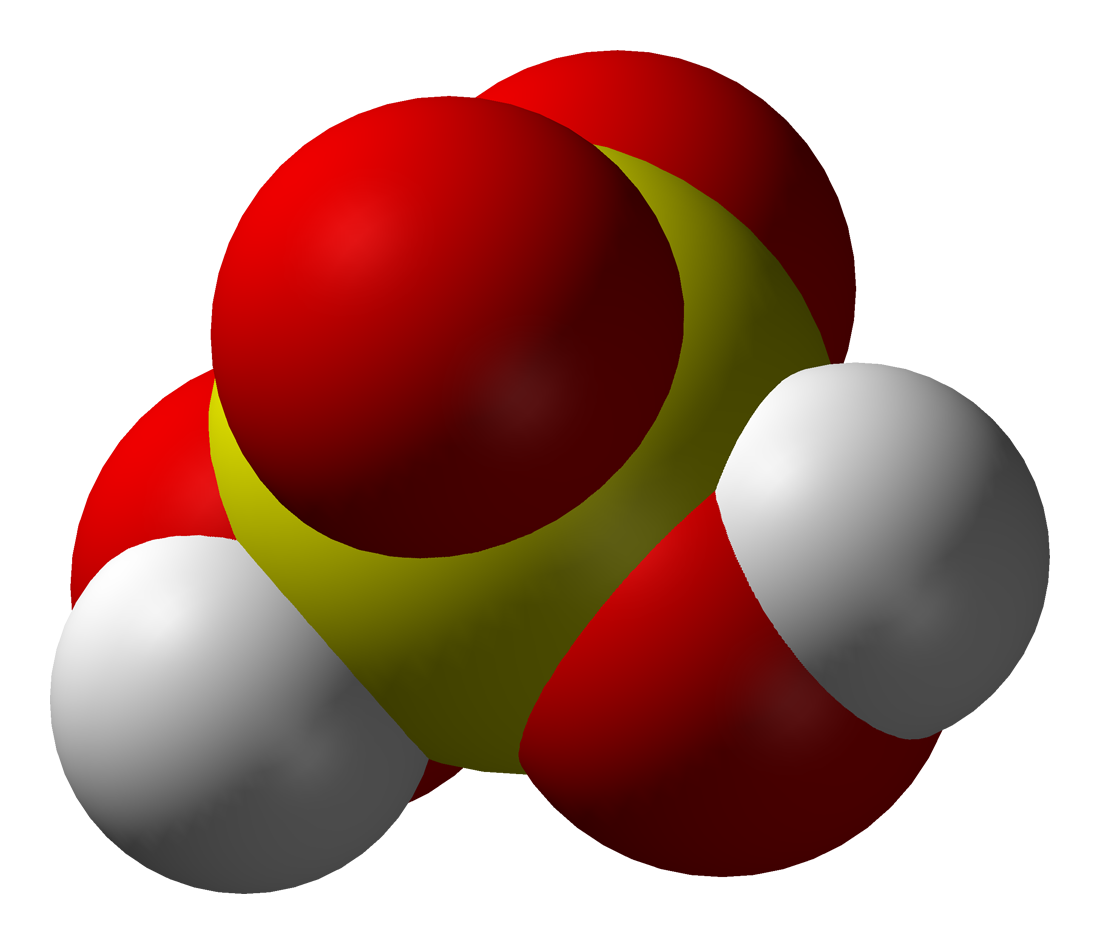
Kénsavmolekula

Vizes oldatban a protonálódás mértéke a savi disszociációs állandó és a pH függvénye. Az AMP (adenozin-monofoszfát) pKa értéke például 6,21, így 7-es pH-n kb. 10%-ban van protonálva. Ezekben a prptonálódási reakciókban fontos tényező a töltés semlegesítése. Ezzel szemben az egyértékű perklorát- és permanganátionok nagyon nehezen protonálhatóak, ezért a megfelelő konjugált savak erős savak.
Noha a savak, például a foszforsav képletét H3PO4 formában írjuk fel, a protonok oxigénatomhoz kapcsolódva hidroxilcsoportot alkotnak, így a képlet OP(OH)3 alakban is megadható, ami jobban tükrözi a szerkezetet. A kénsav O2S(OH)2 képlettel is megadható, ez a gázfázisú molekulaszerkezete.
A PO3−3 foszfition erős bázis, ezért legalább egy proton mindig kapcsolódik hozzá. Ebben az esetben a proton közvetlenül a foszforatomhoz kapcsolódik, szerkezete tehát HPO2−3. Az ion keletkezésekor a foszforatom Lewis-bázisként viselkedik és elektronpárt donál a Lewis-savnak, azaz a H+-nak.

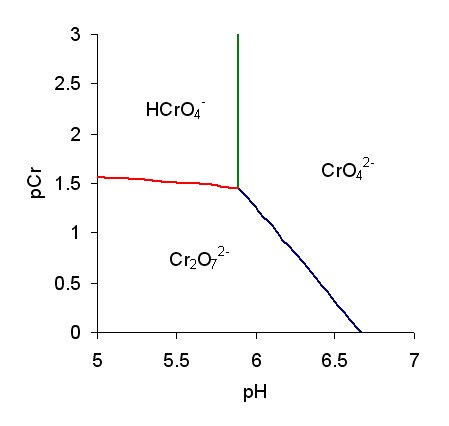
A kromát megoszlási diagramja

Mint fentebb említettük, a kondenzációs reakció is sav–bázis reakció. Sok rendszerben protonálódási és kondenzációs reakciók is végbemehetnek. A kromátion esete viszonylag egyszerű példa. A kromát megoszlási diagramján (jobb oldali ábra) a pCr a króm koncentráció logaritmusának ellentettjét jelöli, míg a pH a H+ ion koncentráció logaritmusának ellentettje. Két, egymástól független egyensúly áll fenn, ezek egyensúlyi állandói a következők:
| CrO2−4 + H+ ⇌ HCrO−4     | {\displaystyle K_{1}={\frac {[\mathrm {HCrO_{4}^{-}} ]}{[\mathrm {CrO_{4}^{2-}} ][\mathrm {H^{+}} ]}}} | log K1=5,89 |
| 2 HCrO−4 ⇌ Cr2O2−7 + H2O | {\displaystyle K_{2}={\frac {[\mathrm {Cr_{2}O_{7}^{2-}} ]}{[\mathrm {HCrO_{4}^{-}} ]^{2}}}}           | log K2=2,05 |
A megoszlási diagram értelmezése:
- Magas pH-n a kromátion (CrO2−4) a domináns részecske. A pH növelésével a kromátion aránya egyre nő, a 6,75-nél nagyobb pH-jú oldatokban pedig már csak ebben a formában fordul elő.
- Híg oldatokban, ha a pH < pK1, a fő részecske a hidrogénkromátion (HCrO−4).
- Töményebb oldatokban – a magas pH kivételével – a dikromátion (Cr2O2−7) a jellemző részecske.

A H2CrO4 és HCr2O−7 részecskék nincsenek feltüntetve, mivel ezek csak nagyon alacsony pH-n keletkeznek.
A megoszlási diagramok nagyon bonyolulttá válnak, ha többféle polimer részecske is képződhet, mint például a vanadátok, molibdátok vagy volframátok esetén. További nehézséget jelent, hogy a nagyobb polimerek sokszor rendkívül lassan alakulnak ki, az egyensúly akár még hónapok alatt sem áll be, emiatt az egyensúlyi állandóra és a megoszlási diagramra hibás adatot kaphatunk.

## Fordítás
Ez a szócikk részben vagy egészben  az   Oxyanion című angol Wikipédia-szócikk ezen változatának fordításán alapul.  Az eredeti cikk szerkesztőit annak laptörténete sorolja fel. Ez a jelzés csupán a megfogalmazás eredetét és a szerzői jogokat jelzi, nem szolgál a cikkben szereplő információk forrásmegjelöléseként.